# شبدرترشکیان
شبدرترشکیان (نام علمی: Oxalidaceae) تیره ای از شبدرترشک‌سانان با سه سرده و حدود ۸۷۵ گونه با گل‌های منظم و پرچمهایی دو تا سه برابر تعداد گلبرگها یا کاسبرگها و میوه‌هایی از نوع پوشینه حجره گشا(beakless)و بدون منقارک (loculicidal)

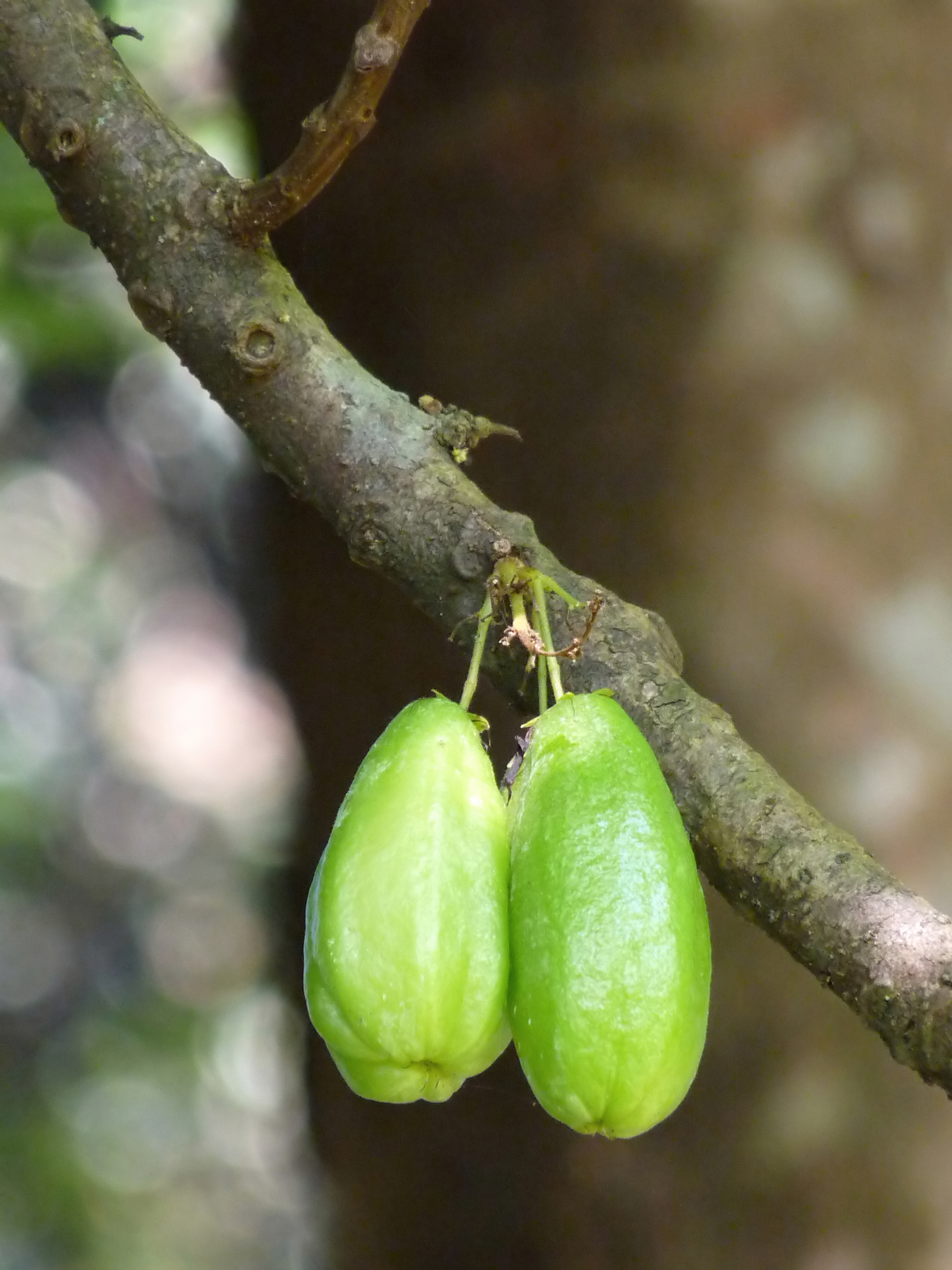
میوه‌ای از درختی با نام علمی Averrhoa bilimbi که در همین تیره هست